# San Martino (Syrakus)

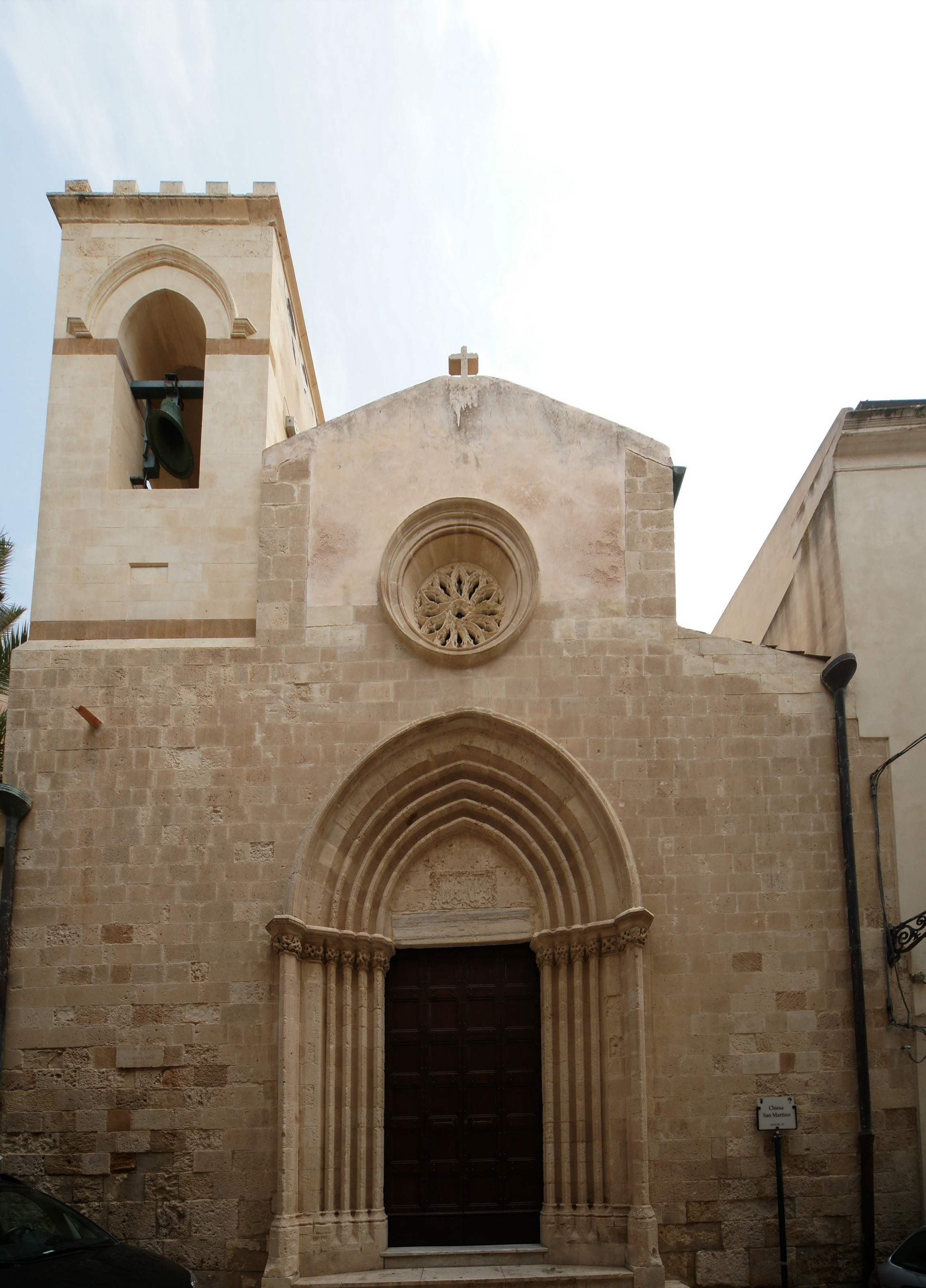
San Martino, Portal

San Martino ist eine römisch-katholische Kirche in Syrakus an der Via San Martino auf der Insel von Ortygia. Sie gehört zu den ältesten Kirchen in Sizilien und geht im Kern auf das 6. Jahrhundert zurück.

## Beschreibung
Der Kirchenpatron ist der heilige Martin von Tours. Die Kirche besteht seit dem 6. Jahrhundert, wurde aber immer wieder umgebaut. In der Apsis sind wenige Zeugnisse der ältesten Zeit. Mit der normannischen Eroberung entstand wieder eine christliche Kirche, unter Roger II. wurde sie ausgebaut. Das gotische Spitzbogenportal datiert aus den 1330er Jahren, als Sizilien unter der Herrschaft von Aragon stand. Die Kapitelle sind mit eleganten Blumenmotiven verziert. Die Fensterrose musste nach dem Erdbeben von 1693 erneuert werden. Anstelle eines zwischenzeitlich an deren Stelle befindlichen unpassenden rechteckigen Fensters wurde erst 1916/17 wieder eine Fensterrose nach dem Willen des Erzbischofs Luigi Bignami eingesetzt.

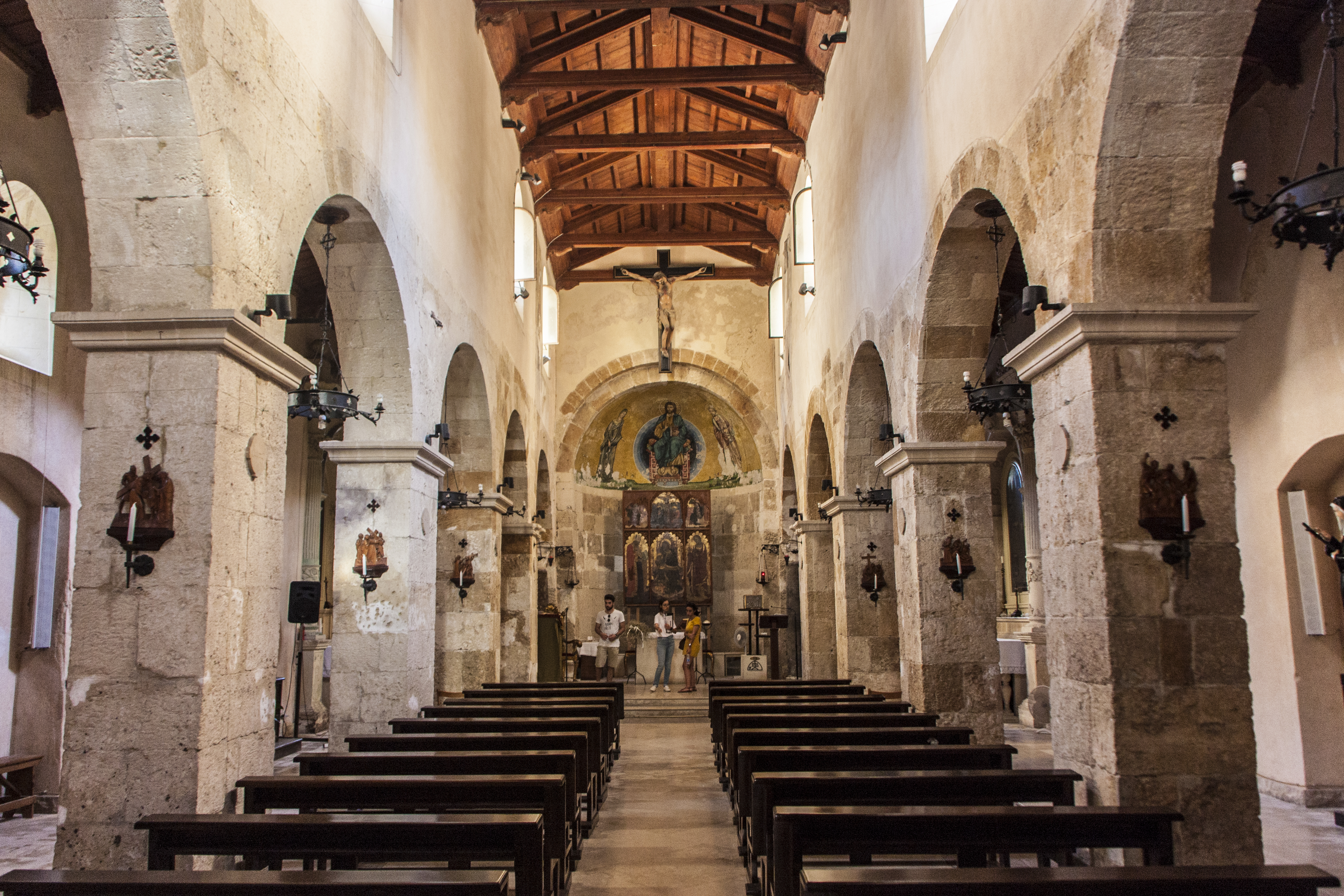
Kircheninneres

Im Innern zeigen sich ein hölzernes Dach über dem Hauptschiff und zwei Seitenschiffe. Mächtige Pfeiler mit Rundbögen prägen den Raum noch im frühen normannischem Stil. Barocke Seitenaltäre sind dem hl. Amatore, der hl. Elena, dem hl. Konstantin, der hl. Aloè geweiht und einer für alle Heiligen. Unter dem Altar liegen Reliquien des hl. Vincenz, die aus den Kalixt-Katakomben in Rom stammen. Es gibt ein Polyptychon Jungfrau und Kind mit den heiligen Martino und Lucia von einem unbekannten Maler aus dem 16. Jahrhundert, genannt Meister von San Martino, ferner eine Kreuzigung und eine Verkündigung.

## Einzelbelege
1. ↑  Giuseppe Agnello: Siracusa in età normanna. In: Pina Travagliante, Marco Leonardi (Hrsg.): Qui si trova la chiave per comprendere il tutto : aspetti storici della Sicilia dall'età medievale all'età contemporanea. Viagrande (Catania) 2017, ISBN 978-88-934114-6-2, S. 62.
2. ↑  Siracusa: Chiesa di San Martino Vescovo. In: siracusaturismo.net. Abgerufen am 22. Januar 2023 (italienisch).
3. ↑  San Martino. In: antoniorandazzo.it. Abgerufen am 22. Januar 2023 (italienisch).
4. ↑  Mariaceleste di Meo: Siracusa internazionale: aggiunte al catalogo del Maestro di San Martino e del Maestro di Santa Maria. In: Arte Christiana. Band 108, Januar 2020, S. 56–67.

Koordinaten: 37° 3′ 26,2″ N, 15° 17′ 40,1″ O